# David James Kennedy
Cet article concerne le musicien. Pour l'écrivain, voir David-James Kennedy.
Pour les articles homonymes, voir David Kennedy (homonymie) et Kennedy.
David James Kennedy est un musicien américain, membre du groupe de rock alternatif Angels and Airwaves en tant que guitariste, clavieriste et producteur. Il jouait auparavant  dans le groupe pop punk Box Car Racer et le supergroupe de hardcore punk Hazen Street.

## Carrière musicale
David Kennedy est un ami d'enfance de Tom Delonge, le guitariste et chanteur des groupes Blink-182 et Angels and Airwaves, et ex-membre du groupe Box Car Racer. Tous deux originaires de Poway en Californie, ils ont étudié dans le même lycée. C'est Tom DeLonge qui propose à David Kennedy de former Box Car Racer fin 2001 pendant la première séparation de Blink-182, puis de former Angels and Airwaves en 2005.
Durant son aventure avec Angels and Airwaves, David Kennedy est présent sur tous les albums du groupe, à l'exception de The Dream Walker.
Au début de Angels and Airwaves, David Kennedy est très impliqué dans les compositions et processus d'enregistrement des chansons.
Son rôle dans le groupe se réduit depuis l'arrivée du batteur Ilan Rubin, qui enregistre, depuis 2014, la plupart des instruments en studio.  David Kennedy ajoute sa touche personnelle au niveau des claviers et synthétiseurs, donne son avis sur les compositions des chansons (compositions faites par Ilan Rubin et Tom Delonge) et se contente surtout maintenant d'un rôle de producteur.
David Kennedy a également joué dans les groupes Over My Dead Body et Hazen Street.

## Instruments
En jouant avec Angels & Airwaves, David Kennedy a souvent joué avec des guitares électriques Gibson Memphis Custom Shop ES-335 Diamond Limited Run, dans les trois couleurs dans lesquelles elles sont disponibles.  Il a utilisé les micros Gibson Dirty Fingers Humbucking, le même micro chevalet que Tom Delonge utilise dans tous ses modèles ES-333, afin d'imiter la signature de Delonge distordue et surdimensionnée lors de la lecture d'accords d'octave en sourdine à la main, souvent avec des effets de retard.  
David a joué sur des amplis Mesa Boogie.  La plupart de la plate-forme de David émule celle de DeLonge, y compris l'utilisation d'amplis, de préamplis, de cabines et d'effets, à la seule exception étant l'utilisation par David des cordes Ernie Ball Regular Slinky (10-46) par opposition à l'utilisation par DeLonge d'Ernie Ball Skinny Top,  Cordes Heavy Bottom (10-52).
De 2010 à 2014, David a utilisé une Fender '65 Twin Reverb pour le clean et une Vox AC30 pour l'overdrive, correspondant à nouveau à la configuration de Tom.  David avait également utilisé la guitare Gibson ES-333 Tom Delonge Signature dans certaines performances live de 2012 et est vu avec dans le clip de la chanson "Surrender".